# Loulou el-Kébir
Loulou el-Kébir (en arabe : لُؤلُؤ ٱلْكَبِير / luʾluʾ al-kabīr), de son vrai nom أَبُو مُحَمَّد لُؤلُؤ (abū muḥammad luʾluʾ), également surnommé al-Jarrahi al-Sayfi (« [serviteur] des Jarrahides et de Sayf al-Dawla ») est un esclave militaire (ghulam) de l'émirat hamdanide d'Alep. Sous le règne de Saad al-Dawla, il atteint le poste de chambellan de l'émirat. Quand l'émir meurt en 991, il est nommé régent de son fils et successeur, Sa'id al-Dawla. Ce poste permet à Loulou de rapidement devenir le dirigeant de fait de l'émirat. Il assure sa position en mariant sa fille au jeune émir. Sa persévérance et le soutien que lui apporte l'empereur byzantin Basile II permettent à Alep de ne pas céder aux différentes attaques des Fatimides. À la mort de Sa'id al-Dawla en 1002 (peut-être empoisonné par Loulou lui-même), il devient le véritable chef de l'émirat en déshéritant les fils de Sa'id. Il dirige l'émirat jusqu'à sa mort en 1008 ou 1009 et son fils, Mansur, lui succède et parvient à conserver le trône jusqu'à sa déposition en 1015 ou 1016.

## Origines et arrivée au pouvoir
Bien qu'aucune source historique ne le rapporte son nisbas d'« al-Jarrhi al-Sayfi » suggère qu'il sert d'abord les Jarrahides de Palestine avant d'être au service de Sayf al-Dawla, l'émir hamdanide d'Alep. Il participe alors à l'expédition contre Mopsueste en 965. Son nom signifie « perle » et est symbolique des noms donnés aux esclaves militaires et aux serviteurs (les ghulam) dans le monde musulman de l'époque. Selon l'historien Fukozo Amabe, Loulou semble avoir été le mawla (le protégé) d'un ghulam de Sayf al-Dawla appelé Hajraj. Plus encore, Amabe assure que l'hypothèse de Marius Canard selon laquelle Hajraj est un Jarrahide est une erreur.
Sous Saad al-Dawla, le successeur de Sayf al-Dawla, Loulou devient chambellan (hajib), un poste qu'il détient au moment de la mort de Saad en 991. Sur son lit de mort, l'émir hamdanide lui confie la régence de son fils. Loulou remplit effectivement cette mission en assurant l'arrivée de Sa'id al-Dawla sur le trône et en le protégeant de la tentative de Bakjour de prendre Alep. Cependant, rapidement, il renforce sa propre position en mariant sa propre fille au jeune émir et il devient le dirigeant de fait de l'émirat. Nombre de ses rivaux ressentent mal cette emprise sur le pouvoir et rejoignent les Fatimides, la puissance croissante au Proche-Orient, qui entend prendre Alep. Comme Marius Canard l'écrit, l'histoire du règne de Sa'id al-Dawla peut presque se résumer à celle des tentatives des Fatimides de conquérir l'émirat d'Alep, ce qui les oppose à l'Empire byzantin.

## Entre Byzance et les Fatimides
Encouragé par les déserteurs hamdanides, le calife fatimide Al-Aziz lance une première attaque en 992, sous la conduite du général turc et gouverneur de Damas Manjutakin. Le général fatimide envahit l'émirat, vainc une force byzantine dirigée par le dux d'Antioche Michel Bourtzès en juin 992 et met le siège devant Alep. Toutefois, il doit rapidement abandonner le projet de s'emparer de la ville qui lui résiste durant  un an de siège. Manjutakin doit revenir à Damas à cause du manque de vivres. Cependant, dès 994, Manjutakin lance une autre invasion, défait à nouveau Bourtzès lors de la bataille de l'Oronte, prend Homs, Apamée et Chayzar avant d'assiéger Alep pendant onze mois. Cette fois-ci, le siège est plus efficace, coupant toutes les relations entre Alep et le reste du monde. Sa'id al-Dawla envisage la possibilité d'une reddition en raison du manque des pénuries croissantes. Néanmoins, Loulou refuse cette perspective et incite les défenseurs à tenir jusqu'à l'arrivée de Basile II en Syrie en avril 995. L'empereur byzantin vient alors de traverser l'Asie Mineure en urgence avec 13 000 hommes en seulement seize jours. Son arrivée soudaine provoque la panique dans les rangs fatimides et Manjutakin doit battre en retraite sans combattre.
Tant Sa'id al-Dawla que Lu'lu' se prosternent devant le souverain byzantine en signe de gratitude et de soumission. En échange, Basile II libère l'émirat de son obligation de payer un tribut annuel. L'empereur ne reste guère dans la région, qui est un front secondaire dans la politique impériale. Il se contente d'assiéger sans succès Tripoli, avant de revenir à Constantinople. De son côté, Al-Aziz se positionne pour une guerre d'ampleur contre les Byzantins mais ses préparatifs sont interrompus par sa mort en octobre 996. Néanmoins, la rivalité byzantino-fatimide lui survit. En 995, Lu'lu' s'accorde avec Al-Aziz et le reconnaît comme calife, permettant aux Fatimides d'accroître leur influence sur Alep. En 996, le gouverneur de Maarat al-Nouman se rebelle et fuit vers les Fatimides. En 998, Lu'lu' et Sa'id tentent de prendre la forteresse d'Apamée mais ils sont repoussés par le doux d'Antioche, Damien Dalassène. Toutefois, celui-ci meurt lors d'une bataille ultérieure, imposant le retour de Basile II dans la région pour stabiliser celle-ci. Il installe notamment une garnison à Shayzar, proche d'Alep. Finalement, un traité byzantino-fatimide est signé en 1001 avec une trêve de dix ans. 

## Dirigeant d'Alep
En janvier 1002, Sa'id al-Dawla meurt. Selon une tradition rapportée par Ibn al-Adim, il aurait été empoisonné par Lu'lu'. C'est ce dernier qui assume désormais le gouvernement d'Alep avec son fils, Mansour ibn Lu'lu'. Dans un premier temps, il s'affirme comme le régent de fils de Sa'id, Abu'l-Hasan Ali et Abu'l-Ma'ali Sharif, avant, en 1003-1004, de les envoyer en Egypte. Selon Yaqout al-Rumi, Lu'lu' met à bas la forteresse de Kafr Rumah en 1003.
En tant qu'émir d'Alep, Lu'lu' se montre compétent et a été loué pour sa sagesse et son sens de la justice. Il s'efforce de maintenir l'équilibre entre Byzantins et Fatimides. S'il reconnaît la suzeraineté de ces derniers, il continue de payer un tribut aux Byzantins et emprisonne l'aventurier al-Asfar, qui a monté le projet de lancer le jihad contre Byzance. Lu'lu' meurt en 1008 ou 1009 et c'est son fils qui lui succède. Beaucoup plus impopulaire, il fait face à de nombreuses oppositions, notamment des tribus locales et il finit par se soumettre aux Fatimides. Il est finalement déposé en 1015/1016 et contraint de fuir vers Constantinople. 
Selon Marius Canard, Lu'lu' est l'incarnation de l'esclave (le ghulam) qui, par son énergie et sa compétence, aidé par des événements extérieurs, parvient à se hisser jusqu'au pouvoir. Même s'il règne sur un émirat d'importance secondaire, il voit en lui un préfigurateur de l'ascension à venir des Mamelouks, eux aussi esclaves qui parviennent à s'emparer de l'Egypte.